# سكوت ويلسون (لاعب كرة قدم بريطاني)
سكوت ويلسون (بالإنجليزية: Scott Wilson)‏ (20 أبريل 1982 في المملكة المتحدة - ) هو لاعب كرة قدم بريطاني في مركز الدفاع. لعب مع ريث روفرز ونادي بريتشين سيتي ونادي ماذرويل ونادي كلايد ونادي سترنرير ‏ وأردريونيانز وجلينفتون أثلتيك ‏ ولينليثغو روز ‏.

## وصلات خارجية
- سكوت ويلسون على موقع قاعدة بيانات كرة القدم.إي يو (الإنجليزية)
- سكوت ويلسون على موقع Soccerbase.com (لاعب) (الإنجليزية)